# Баня Гаджи Абсалама
Баня Гаджи Абсалама (азерб. Hacı Əbu-Salam hamamı) — старинная баня, расположенная в посёлке Пиршаги Сабунчинского района города Баку.
Баня была построена в 1901—1902 гг. и принадлежала Кербалаи Абусаламоглы. В плане здание представляет собой вытянутый прямоугольник. Помещения бани расположены в один ряд, вход же в виде портала размещён в углу длинного фасада.
Согласно распоряжению Кабинета Министров Азербайджанской Республики об исторических и культурных памятниках баня является «памятником истории и культуры местного значения».
В настоящее время баня расположена во дворе бывшего пионерского лагеря «Локомотив». Рядом с баней стоит бюст Кербалаи Абусаламоглы.